# Lúčnica

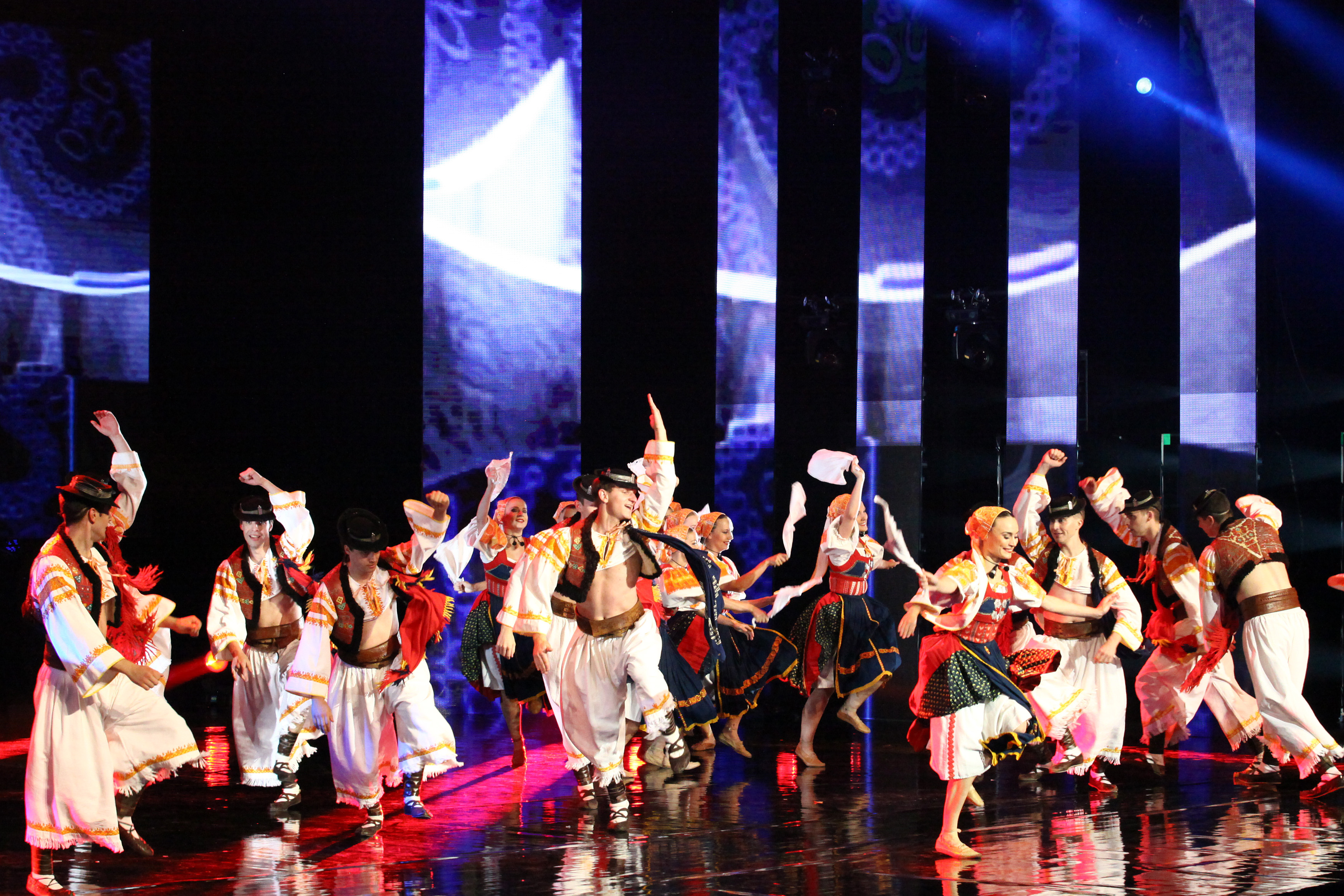
Vystoupení souboru Lúčnica: zahajovací koncert sezóny 2016.

Lúčnica je umělecký soubor. Založen byl v roce 1948. Má tři složky: taneční soubor, pěvecký soubor a Orchestr Zlaté housle.

## Historie
Zakladatelskou osobností Lúčnice byla choreografka Oľga Chodáková. Lúčnica vznikla jako "skupina nadšených mladých lidí, sdružená v Národopisné skupině Živeny". V roce 1948 se představili na Slovanské zemědělské výstavě v Praze. Během 65 let existence se v souboru vystřídalo více než 2 000 lidí. U příležitosti 60. výročí založení byl v Bratislavě od 21. listopadu do 1. prosince 2008 představen slavnostní program. Program byl uveden i v Janáčkově divadle v Brně (součást Národního divadla Brno) a v Divadle Hybernia v Praze. Od roku 1951 soubor umělecky vede Štefan Nosáľ, který byl dříve v Lúčnici sólistou.